# Rumson
Rumson es un borough ubicado en el condado de Monmouth en el estado estadounidense de Nueva Jersey. En el año 2010 tenía una población de 7122 habitantes y una densidad poblacional de 380,8 personas por km².

## Geografía
Rumson se encuentra ubicado en las coordenadas 40°22′11″N 74°0′6″O / 40.36972, -74.00167.

## Demografía
Según la Oficina del Censo en 2000, los ingresos medios por hogar en la localidad eran de $120.865 y los ingresos medios por familia eran $140.668. Los hombres tenían unos ingresos medios de $100.000 frente a los $47.260 para las mujeres. La renta per cápita para la localidad era de $73.692. Alrededor del 3,2% de la población estaba por debajo del umbral de pobreza.